# Odilon de Bavière
 (janvier 2008).
Si vous disposez d'ouvrages ou d'articles de référence ou si vous connaissez des sites web de qualité traitant du thème abordé ici, merci de compléter l'article en donnant les références utiles à sa vérifiabilité et en les liant à la section « Notes et références ».
Odilon, né vers 700 et mort le 18 janvier 748, est un aristocrate bavarois issu de la dynastie des Agilolfing. Il fut duc de Bavière de 736 jusqu'à sa mort. 

## Biographie
Odilon est un fils cadet de Godfred (mort en 709), duc d'Alémanie. Il avait pour frères aînés Lantfrid et Theudebald qui ont succédé à leur père en tant que ducs d'Alémanie en 709. Il est désigné duc de Bavière selon la Lex Baiuvariorum à la suite du décès, sans issue mâle, de son cousin Hugobert en 736. 

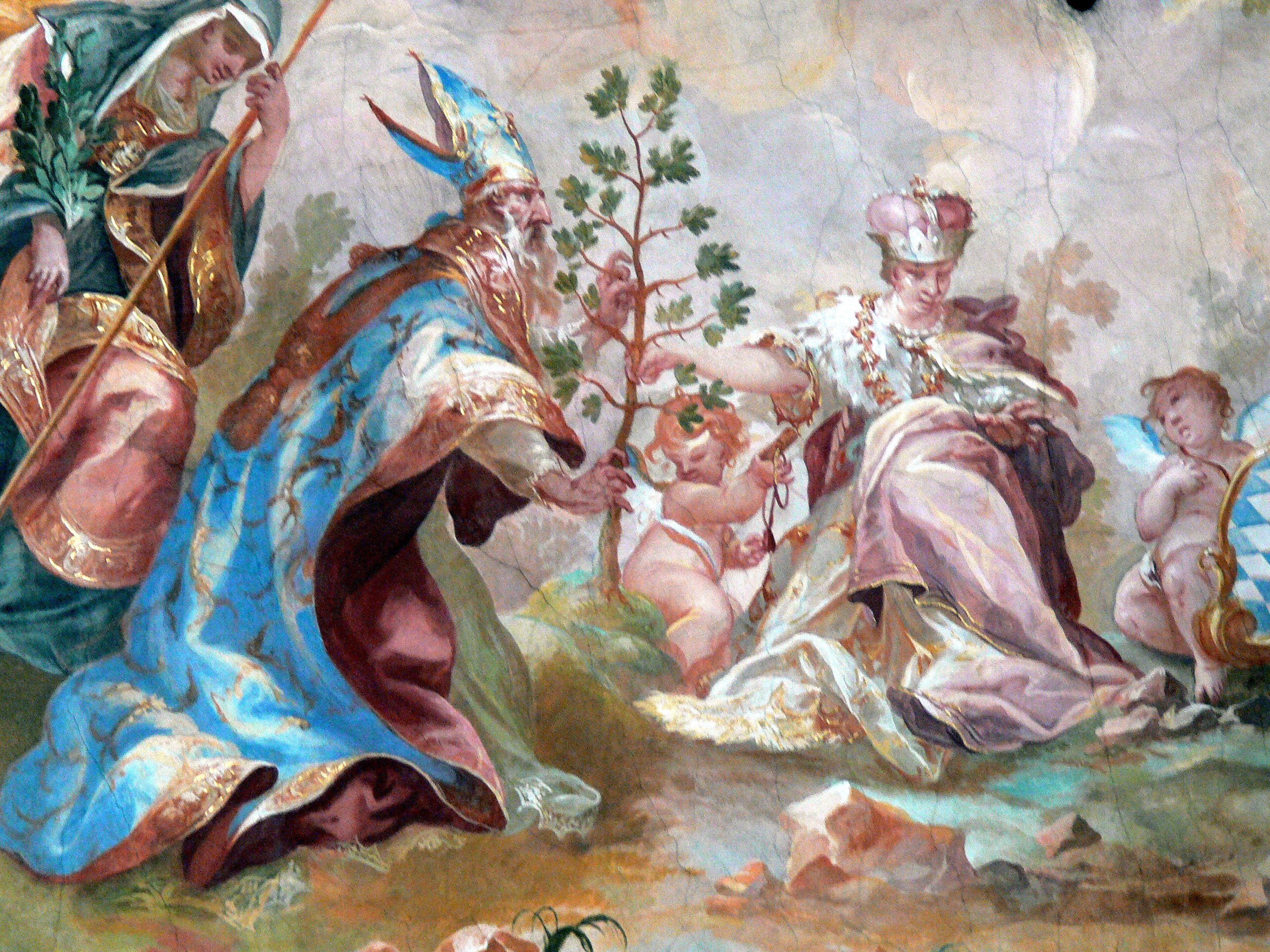
Saint Pirmin et Odilon plantant un chêne, fresque au plafond de l'abbatiale de Niederaltaich.

Sous son règne, les quatre diocèses bavarois de Ratisbonne, Freising, Passau et Salzbourg furent créés en 739 par saint Boniface. Odilon passe aussi pour le fondateur de l’abbaye de Benediktbeuern en 739, de l'abbaye de Niederaltaich (avec saint Pirmin) en 741, et de l'abbaye de Mondsee en 748.
À cette époque, la principauté slave de Carantanie est passée sous la domination du duché de Bavière, après que le knèze Borouth avait demandé une assistance militaire contre les Avars. Une fois la Carantanie devenue vassale de la Bavière, le duc prit en otage Karatius, le fils de Borouth, et son neveu Chietmar. Tous deux abjurent la religion slave et sont baptisés chrétiens en Bavière. 
En 742, il épousa Hiltrude (morte en 754), fille de Charles Martel. Les frères de la fiancée, Carloman et Pépin, s'opposaient à leur mariage. Avec Hunald Ier, duc d'Aquitaine, et Griffon, fils de Martel et de la princesse bavaroise Swanahilde, il réunit une coalition de mécontents contre ses deux beaux-frères. Lors de la guerre, les troupes carantaniennes combattirent du côté bavarois. L'année suivante, toutefois, le duc fut vaincu par les troupes des maires du palais sur les rives du Lech. Il garde son duché, mais a dû reconnaître la suprématie des Francs.
Le fils d'Odilon et Hiltrude est Tassilon III, né vers 741, que Pépin reconnaît en 747 comme successeur en Bavière pour remplacer Griffon, demi-frère de Pépin et Carloman. Ce dernier s'était emparé du duché au lendemain de la mort d'Odilon et enleva sa veuve. Au cours d'une nouvelle expédition militaire dans la Bavière, Pépin demeura vainqueur et Tassilon III, sous la tutelle de sa mère, est déclaré duc.
Odilon est enterré dans l'abbaye de Gengenbach en Alémanie, fondée par saint Pirmin en 725.